# Matra MS11
La Matra MS11 è una monoposto di Formula 1, costruita dalla scuderia francese Matra per partecipare al Campionato mondiale di Formula 1 1968.